# Party of Five
Party of Five (Adultos à Força em Portugal, O Quinteto no Brasil) é uma série de televisão norte-americana que foi exibida na FOX entre 12 de setembro de 1994 e 3 de maio de 2000, totalizando seis temporadas e 142 episódios.
A série direcionada ao público adolescente e filmada em São Francisco conta a história de cinco irmãos que tornam-se órfãos após a morte de seus pais em um acidente automobilístico, onde o motorista dirigia embriagado. Antes de fazer sucesso, a série quase foi cancelada por baixos índices de audiência nos primeiros episódios. Como recompensa, foi uma das séries com menos audiência a ganhar um prêmio Globo de Ouro, em 1995, na categoria "Melhor Drama".
Durante a série, tanto Neve Campbell quanto Jennifer Love Hewitt estrelaram em filmes que levantaram novamente a indústria do terror, com Scream e I Know What You Did Last Summer, respectivamente. Jennifer Love Hewitt e Matthew Fox passaram a estrelar sucessos da TV, Ghost Whisperer e Lost, respectivamente, e Scott Wolf participou de Everwood e The Nine.
A série ganhou um spin-off chamado Time of Your Life, estrelado por Jennifer Love Hewitt como a personagem Sarah Reever, quando mudou-se para Nova Iorque.

## Sinopse
A série, que se passa em San Francisco é centrada nos irmãos Sallinger (o quinteto ao qual o título, em português, se refere), que se tornam órfãos após a morte de seus pais, causada por um acidente de carro com um motorista bêbado. A família é composta por Charlie (Matthew Fox), o irmão mais velho que é um mulherengo e um tanto quanto imaturo que agora se vê com a responsabilidade de cuidar de seus irmãos, Bailey (Scott Wolf), adolescente de 16 anos, que, por assumir uma enorme responsabilidade, acaba com problemas com álcool, Julia (Neve Campbell), uma adolescente sensível de 15 anos, Claudia (Lacey Chabert), a irmã de 11 anos que é um prodígio musical e o bebê de um ano, Owen.
Os irmãos assumem o restaurante de sua família. Incialmente, Charlie é o bartender e gerente, mas, posteriormente, Bailey assume o controle. Com o passar dos anos, os irmãos Sallinger passam por muitos problemas, como a recorrente saudade que a perda dos pais os causa; na terceira temporada, Bailey tenta se recuperar do alcoolismo; na quarta temporada Charlie é diagnosticado com câncer e na quinta temporada Julia se encontra em um relacionamento abusivo e é frequentemente vitima de violência doméstica.
Ao passo em que a série progride os relacionamentos amorosos dos personagens se tornam importantes pontos de viradas para o show, bem como a inclusão de novos atores no elenco, como Jennifer Love Hewitt como Sarah, namorada de Bailey; Jeremy London como Griffin, namorado "bad boy" de Julia, que mais tarde torna-se seu marido e Paula Devicq como Kirsten, babá de Owen que desenvolve um relacionamento vai-e-volta com Charlie, até que eles se casam na sexta e última temporada do show.

## Elenco

### Principal
| Intérprete           | Personagem                | Temporada        | Temporada        | Temporada        | Temporada        | Temporada        | Temporada        |
| Intérprete           | Personagem                | 1                | 2                | 3                | 4                | 5                | 6                |
| Elenco principal     | Elenco principal          | Elenco principal | Elenco principal | Elenco principal | Elenco principal | Elenco principal | Elenco principal |
| -------------------- | ------------------------- | ---------------- | ---------------- | ---------------- | ---------------- | ---------------- | ---------------- |
| Scott Wolf           | Bailey Sallinger          | Principal        | Principal        | Principal        | Principal        | Principal        | Principal        |
| Matthew Fox          | Charlie Sallinger         | Principal        | Principal        | Principal        | Principal        | Principal        | Principal        |
| Neve Campbell        | Julia Sallinger           | Principal        | Principal        | Principal        | Principal        | Principal        | Principal        |
| Lacey Chabert        | Claudia Sallinger         | Principal        | Principal        | Principal        | Principal        | Principal        | Principal        |
| Jacob Smith*         | Owen Sallinger            | Principal        | Principal        | Principal        | Principal        | Principal        | Principal        |
| Paula Devicq         | Kirsten Bennett Sallinger | Principal        | Principal        | Recorrente       | Recorrente       | Principal        | Principal        |
| Scott Grimes         | Will McCorkle             | Principal        | Principal        | Recorrente       | Recorrente       | Recorrente       | Principal        |
| Michael Goorjian     | Justin Thompson           | Recorrente       | Principal        | Recorrente       | Recorrente       | Recorrente       | Recorrente       |
| Jennifer Love Hewitt | Sarah Reeves Merrin       |                  | Principal        | Principal        | Principal        | Principal        | Principal        |
| Jeremy London        | Griffin Chase Holbrook    |                  | Recorrente       | Recorrente       | Principal        | Principal        | Principal        |
| Alexandra Lee        | Callie Martel             |                  |                  | Principal        |                  |                  |                  |
| Jennifer Aspen       | Daphne Jablonsky          |                  |                  |                  | Recorrente       | Recorrente       | Principal        |

1. ↑  Keck, William (3 de maio de 2000). «It's a Goodbye 'Party' for the Salingers». Los Angeles Times (em inglês). Consultado em 11 de dezembro de 2024
2. ↑  Vineyard, Jennifer (3 de setembro de 2014). «Party of Five Season 1 Oral History». Vulture (em inglês). Consultado em 11 de dezembro de 2024